# Emilia di Gaeta
Emilia di Gaeta (... – 1036) è stata una nobildonna italiana.
Fu duchessa di Gaeta, prima come consorte di Giovanni III (984-1008) e poi come reggente per suo nipote Giovanni V (1012-1032) almeno fino al 1029.
Al momento del suo matrimonio portava il titolo romano di senatrix. Si presume dunque che fosse di stirpe romana, membro dei potenti Crescenzi o Tusculani. Considerato un'alleanza tra la casa regnante di Gaeta e l'aristocrazia romana, il suo matrimonio avvenne prima del gennaio 998, quando Emilia apparve con Giovanni al monastero di San Nilo il Giovane. Giovanni morì non dopo il 1008 e lei assunse brevemente la reggenza in vece di suo figlio Giovanni IV.
Quando Giovanni IV morì tra l'aprile e l'agosto del 1012, Emilia assunse la reggenza di suo nipote. Dapprima dovette affrontare Leone I, cugino di Giovanni IV, ma poi dovette fare i conti con l'opposizione del proprio figlio Leone II, il quale si aspettava la reggenza. I due si contesero il trono e cofirmarono le carte fino al gennaio 1025, quando Leone compare per l'ultima volta nel Codex Caietanus.
La politica di Emilia era fortemente orientata al sostegno del papa e dei Longobardi contro l'Impero bizantino. Nel 1012 permise al ribelle longobardo Datto di Bari di presidiare una torre sul Garigliano, in territorio gaetano, con le truppe pontificie fornite da Papa Benedetto VIII. Nel 1014, presso il Castro Argento, sempre in suolo gaetano, Emilia e suo cognato Bernardo ospitarono diversi capi locali: Dauferio II di Traetto, Pandolfo III di Capua, Sergio IV di Napoli, Atenolfo di Montecassino e l'arcivescovo di Capua.
Nel 1029, quando il duca Sergio IV di Napoli fu costretto a fuggire da Napoli, Emilia gli diede rifugio, poiché Giovanni V era suo nipote. Durante il suo soggiorno, Sergio negoziò con Emilia l'appoggio di Gaeta nella riconquista del suo ducato in cambio di alcuni diritti per viaggiare in terra napoletana. Fu firmato un accordo tra i due governanti nel febbraio del 1029.
La fine della sua reggenza è sconosciuta. Morì all'inizio del 1036, quando il figlio Leone donò una casa in sua memoria al monastero di S. Giovanni di Felline.